# 青龙湖东站
青龙湖东站是一个位于中国北京市丰台区王佐镇，属于北京地铁1号线支线的地铁车站。

## 位置
青龙湖东站位于丰台区文林南街和山湖西路交叉口。

## 历史
2024年3月21日，青龙湖东站顺利通过开工条件核查，车站围护结构开工。
2025年7月31日，北京市规划和自然资源委员会发布《关于轨道交通1号线支线工程车站命名预案的公示》，拟将本站正式命名为青龙湖东站。